# Batalla de Jarte
La batalla de Jarte fue un enfrentamiento armado librado entre el 4 y 16 de abril del año 1542, en el marco de la guerra entre Abisinia y Adel. La lucha se produjo entre las tropas adelitas del imán Ahmad ibn Ibrihim al-Ghazi, con apoyo otomano, y una fuerza expedicionaria portuguesa auxiliada por soldados del Imperio etíope. Liderados por Cristóbal de Gama, el conjunto luso-etíope logró salir victorioso del combate.
- Datos: Q834881